# Карбония
Карбо́ния (итал. Carbonia, сард. Carbònia) — итальянский город с 28 009 жителями, временная столица провинции Южная Сардиния.
Будучи главным городом  Сульчиса, Карбония является девятым городом на Сардинии по численности населения, а также наиболее густонаселенным в провинции и в целом на всей юго-западной Сардинии. 
Покровителем коммуны почитается святитель Понтиан, папа Римский, празднование в четверг после второго воскресения мая.